# بريليب
بريليب (بالمقدونية: Прилеп) مدينة في مقدونيا الشمالية

## شخصيات بارزة من المدينة
- علي فتحي أوكيار، سياسي ودبلوماسي تركي.
- سارا ستيفانوسكا، لاعبة كرة يد مقدونية.
- غوسي سيدلوسكي، لاعب كرة قدم مقدوني سابق.

## مدن شقيقة
- زادار، كرواتيا
- رادوم، محافظة مازوفيا، بولندا
- غارفيلد، نيو جيرسي، الولايات المتحدة
- ديانغ، الصين
- تشرنيغوف، أوكرانيا.[5]